# Нгонгу

Нгонгу (тай. ง งู, нгу — змея) — нго, 7-я буква тайского алфавита, означает велярный носовой согласный. Как инициаль слога по траянгу относится к аксонтамдиау (нижний класс, одиночные), как финаль слога относится к матре меконг. В лаосском алфавите соответствует букве нгонгуа. На клавиатуре соответствует клавише рус. Э.
Тонирование нгонгу:
| Сиенг саман | Сиенг эк | Сиенг тхо | Сиенг три | Сиенг тьаттава |
| งอ          | หง่อ      | ง่อ        | ง้อ        | หงอ            |

Слова начинающиеся на нгонгу 2-го и 5-го тона обозначаются с помощью нечитаемой предписной буквы хонам, поэтому в словаре располагаются в разделе буквы хохип.